# カラフルBOX
『カラフルBOX』（カラフルボックス）は2003年12月5日にSoundTailが発売した18禁恋愛アドベンチャーゲーム。
2004年5月27日にKIDよりPlayStation 2版『カラフルBOX to Love』（CEROレーティング12才以上対象）が、RusKより2004年6月25日にDVD版が発売された。また、2005年8月25日には電脳CLUBよりDVD PlayersGame版も発売されている。略称は空箱と書いて"からばこ"と呼ぶのが一般的。
なお、本作の主要なスタッフがRusKへ移籍したそのころにPS2版の話がまとまったため、SoundTailは本作の版権をRusKに委譲することになった。そのため、PC版のサポートはCD版/DVD版共にRusKが行ってきた。

## 歴史
- 2003年11月1日 『カラフルBOX 公式ビジュアルコレクションブック』発売
- 2003年11月6日 オリジナルサウンドトラック発売
- 2003年12月5日 SoundTailよりCD-ROM版発売
- 2003年12月26日 パーフェクトアレンジアルバム発売
- 2004年5月27日 KIDよりPS2版発売
- 2004年6月25日 RusKよりDVD版発売
- 2004年10月15日 RusKより『空缶 -KaRaKaN-』発売
- 2004年12月15日 原画集『ALL ABOUT? カラフルBOX』メーカー通販で先行発売
- 2004年12月29日 コミックマーケット67で原画集先行発売
- 2005年2月9日 原画集『ALL ABOUT? カラフルBOX』店頭販売開始
- 2005年8月25日 電脳CLUBよりDVDPG版発売

## ストーリー
それは、ゴールデンウィーク明けの杜月鳴海と従妹兼義妹の杜月みなもとのケンカから始まった。

このケンカでボコボコにされて気絶し午後の授業をサボってしまった鳴海は、その間に1ヶ月後に行われる学園祭の実行委員を押しつけられていた。

唐突なことで気乗りしなかった鳴海だが、クラスメートの説得でやる気になったことから物語は始まる……。

## 登場キャラクター
キャストの併記はPC版（CD/DVD版および空缶で共通）/PS2版の順。
杜月鳴海 （もりづき なるみ）
声：なし
本作の主人公。蒼南学園2年生。みなもとの喧嘩で気を失っている最中に蒼南祭実行委員を押し付けられる。初めは反発したものの、友人からの説得（言いくるめられて）により真面目に活動をする。
性格は結構いい加減で、みなもや穂波をよくからかう。少しスケベなところもあり友人のエロ本を借りている。また、鈍感でデリカシーの無い発言で女の子を怒らせることもしばしばである。だが、気さくで気兼ねなく話せるため女の子からは人気が高い。他人からのからかいに弱い、朴訥で純正な少年である。
朝の日課で犬のパスタ（みなも命名）の散歩をしている。勉強も運動もそれなりにでき、人に勉強を教えるのに慣れている。お菓子作りという意外な特技もある。
小さい頃から柔道をやっており実力も高く、1年の時まで柔道部員だった。だが、試合中に怪我を負ったことで幽霊部員となり柔道をやめている。現在は友人と格闘ゲームで遊んだり、ファミレス「JOESTER'S」で店員のアルバイトをしている。
みなもの事をからかったりもするが、みなもの事は大事に思っており度々シスコンっぷりを見せている。
杜月みなも （もりづき みなも）
声：乃田あす実
誕生日/2月2日 身長/152cm B 77 / W 55 / H 82
鳴海の従妹かつ義妹。蒼南学園1年生。5年前に両親を事故で亡くして杜月家に引き取られる。当時は両親が死んだことで塞ぎこんでいた時期もあったが今は克服している。だが、雨の日に家で一人になるとその症状がぶり返すこともある。
性格は明るいが、ブラコンでやきもち焼き。そのため、鳴海が他の女の子と仲良くしていると不機嫌になる。鳴海にちょくちょくからかわれており、すぐに喧嘩になるが尾を引くことはない。動物好きであり、特に犬が好き。
勉強もできない、手先も不器用、おまけに低血圧で寝起きも悪いといいところが無い。料理に関しては調味料をガンガン入れてしまい壊滅的。一度彼女の手料理を食べた鳴海は気を失ったり、記憶が飛んだりするなどの症状に見舞われる。天文部に所属し、夜学校に出かけることがある。ゆかと同じクラスで学園に入って最初の友達。また、綾音とは5年前からの幼なじみで、よく買い物に出かけたりする。
峰沢ゆか （みねさわ ゆか）
声：島香麗子/本間ゆかり
誕生日/8月5日 身長/151cm B 82 / W 57 / H 84
みなものクラスメート。蒼南学園1年生。蒼南祭実行委員でもあり、鳴海と穂波と共に仕事をしている。鳴海とは実行委員で知り合う。蒼南祭終了後すぐに転校が決まっており（両親が離婚したため）、現在引越しの準備をしている。
性格は明るく礼儀正しいが、ドジでマイペースな部分が目立つ。また、鳴海が言ったセクハラ発言を素直に信じてしまい戸惑わせる場面も多い。動物が好き。
家庭科部に所属しており、実家がケーキ屋のためかお菓子作りがうまく、昼ごはんのお弁当も彼女の手作り。昼ご飯は晴れの日は中庭で食べており、鳴海も何度も遭遇している。みなもと同じクラスであり友達。また、穂波とは幼なじみであり、通学なども一緒にしている。
なお、同じ世界観であるRusKの新作Asterにおいて、海晴坂市に戻ってきており、成長した姿で出演をしている。
山田穂波 （やまだ ほなみ）
声：乃嶋架菜/前田ゆきえ
誕生日/11月13日 身長/171cm B 86 / W 60 / H 88
鳴海のクラスメートであり蒼南祭実行委員。鳴海とは異性と言うよりも友人感覚で付き合っており、鳴海が彼女をよくからかい、殴り飛ばすことが日常化している。背が高過ぎることを気にしている。年の離れた妹がいる。
性格は直情的で姉御肌。同性からは頼りにされることが多い。だが、異性に対しては容赦がなく、幼なじみであるゆかを困らせるようなことがあれば、たとえ冗談だったとしても容赦なく殴り飛ばす。牛乳が飲めない。
彼女もゆか同様に家庭科部に所属している。お菓子作りは苦手だが、被服に関してはかなりうまい。成績は鳴海と同じ中の上程で、テストで勝負することもある。雷に弱かったりと意外に女の子らしいところもある。ハムスターを飼っている。ゆかとは幼なじみで、彼女と行動することが多い。また、芽衣と知り合ってからは、同じクラスと言うこともあり彼女とも行動することが多くなる。
八重樫芽衣 （やえがし めい）
声：青山ゆかり/友永朱音
誕生日/8月11日 身長/147cm B 76 / W 54 / H 79
鳴海のクラスメートであり悦也の妹。鳴海は悦也と同じ名字ぐらいしか覚えていなかったが、ある事故がきっかけで知り合うことになる。
性格は非常に大人しめで気が弱く、クラスでもあまり目立たない存在。鳴海の知り合いが全員集合した時も何もできずにうろたえる場面もあった。だが、人をサポートすることがうまく、蒼南祭の準備でもその力は発揮した。
見た目とは裏腹にものすごい怪力で、鳴海と穂波が両方でも無理に近い荷物を、一人で軽々持ち上げるほど。一応力を制御することができるが、とっさの時や驚いた時には制御できない。そのため、自分の怪力を非常に気にしており、自分なりに克服しようと努力はしている。図書委員に所属しており、放課後図書室で働いていることもある。また、本を読むのが好きで、意外にも時代劇や少年漫画、恐怖小説を愛読している。運動神経は良い方で、バスケットが得意。スカートの下にはいつもブルマを着用。牛乳を飲むのが苦手。棗とは悦也繋がりの知り合いで、悦也の妹だと自己紹介されてからは穂波とも行動することが多くなった。
楠木綾音 （くすのき あやね）
声：福元コヒロ
誕生日/9月5日 身長/165cm B 89 / W 59 / H 86
鳴海と隣の家に住む幼なじみ。美人でスタイル抜群。鳴海に後ろから抱きついたり、鳴海の事を好きだと言ったりと、自分の気持ちを隠さずに話している。だが、時折行き過ぎた発言で鳴海に殴られることもある。鳴海の部屋とは隣同士で、窓際から話し合ったり、部屋に勝手に侵入することもある。
性格は非常にフレンドリーで誰隔てなく付き合うことができる明るい性格。鳴海の事を一途に思っているが、鳴海に彼女が出来ても心から祝福を送り、彼女とのことで悩んでいる時も相談を自分から持ちかけたりと優しいところも多い。ナチュラルで付き合うことを好み、先輩付けで呼ばれることを嫌っている。
スポーツ万能で勉強もそれなりに出来る。ソフトボール部に所属。だが、時に他の部活のヘルプに出たりもすることがある。朝の日課でジョギングと素振り1000回を毎日欠かさず行っている。棗とは同じクラスメートで親友。みなもも幼なじみであり、お姉さんのように振舞っている。
なお、同じ世界観であるRusKの新作Asterにおいて成長した姿で出演をしている。
橘棗 （たちばな なつめ）
声：金田まひる
誕生日/11月19日 身長/161cm B 84 / W 59 / H 86
蒼南祭実行委員長。走ってきた鳴海とぶつかりそうになった時に投げ飛ばしたことをきっかけに知り合うことになる。実家が道場であることから柔道をやっていたこともあり、今でもその腕は衰えていないが、中学を境に柔道をやめている。柔道場に通っている悦也とは、小学校時代からの知り合いに当たる。
性格は落ち着いた雰囲気を持ち真面目な性格。だが、時折いじわるだったり負けず嫌いなところもみせている。また、怒らせると普段より3倍の笑顔になっており、悦也でも逃げ出すほど恐れられている。
学校にMyポットを持ち歩くほどお茶好きで、紅茶から緑茶まで幅広いお茶を知っている。また、意外にも格闘好き。見た目とは対照的に勉強（特に古典、英語、数学）が出来ない、絵もそんなにうまくないと欠点も多い。このゲーム特有の「空打」に関しては右に出る者がいない程の実力を発揮させる。綾音とはクラスメートであり親友。芽衣とも悦也繋がりで一緒にいることもある。
子供の頃は男の子のような格好をしてガキ大将のような人物だったらしく、悦也から言わせると数々の武勇伝が存在しているが、彼女自身その事に触れられるのを嫌っている。
楠木誠 （くすのき まこと）
声：福元コヒロ
綾音の弟であり、鳴海の幼なじみ兼親友。彼も柔道部員だが、自主参加の朝錬には顔を出していない。顔やさっぱりした性格から女の子に告白されることもあるが付き合う気は無い。よくわからない情報網をもっており、時折情報工作もしている。
成績上位で運動神経も良く、歌も上手と何でもソツなくこなす才覚を持つ。どこか食えないような性格をしており何を考えているのかわからない。鳴海の話を持ち上げたり、エロ本談義に参加したりしている。だが、時折調子に乗りすぎて穂波から制裁を食らうこともある。無理強いはしないが、密かに鳴海が柔道部に復帰することを期待している。
八重樫悦也 （やえがし えつや）
声：石塚堅
芽衣の兄であり鳴海の親友。クラスは鳴海とは隣だが、昼食の時間になると鳴海と共に学食へ走ることが多い。柔道部員であり柔道馬鹿。朝錬を初め、放課後でも柔道をし、帰ってからも棗の家の柔道場に顔を出している。そして、体育の時間でも体育着を着ないで柔道着を着て活動している。意外にも成績はトップクラスだが、知識はあるが知恵が無いと言われている。何故か立ち絵で目元が見えない。芽衣の事を溺愛しており、一日数度携帯電話に連絡をしている。また、芽衣に近づく男にはたとえ友人である鳴海や誠であろうと許そうとしない。
鳴海とは柔道で知り合ったライバルであり、勝負は彼の勝ち越しだが、鳴海の実力を大きく認めている。そのため、幽霊部員となった鳴海をしつこく復帰するように説得している。

## 空打
本作（後述する『空缶』も含む）のおまけ要素として、『空打』（からぶち）と呼ばれる、いわゆるポンジャンに近い絵合わせゲームが収録されている。
『空缶』を除く3作品については、本編でクリアしたキャラクターから1人を選んで他のキャラクターと対戦し、最後まで勝てばご褒美といえるシーンが用意されている（PS2版のみ、コンティニューの有無により2種類に分岐する）。一方『空缶』においては、6人のヒロインから1人を選んで戦うのは同じだが、合間のデモは対戦格闘ゲームのような短い物であり、クリア後の特典もPC用の壁紙となっている。ただし、『空缶』ではネットワークを利用した対戦が可能である。
ちなみに『空缶』のそれのタイトルは『空打SPECIAL』となっており、タイトルロゴも『餓狼伝説スペシャル』のパロディとなっている。

## スタッフ
- シナリオ:柊★たくみ
- 原画:浅葉ゆう、南向春風
- 音楽:ボンジョルノ・カネコ、ユタカ・キャットワンチャイ
  - PC版OP:in Love
作詞:柚木まき
作曲:AB-1000
歌:柚木まき
  - PS2版OP:MIRACLE REVOLUTION
作詞:SAIYA
作曲:AB-1000
歌:kozue
  - ED:Continue
作詞:REIKA
作曲:AB-1000
歌:REIKA

## 関連アイテム

### 空缶 -KaRaKaN-
『空缶 -KaRaKaN-』は2004年10月15日にRusKより発売された、本作のファンディスク。壁紙やシステム音声の他、以下の内容が収録されている。
- 本編とは異なる、コスプレH系のアフターストーリー
- 蒼南鳴海発見伝
バラバラになった鳴海の体を集めるのが目的の対戦型ボードゲーム。ネットワークによる6人までの通信対戦も可能。ストーリーモードのデモは設定上本編の芽衣エンドからつながっている。
- ナルミ!-Fly High-
山田穂波が杜月鳴海を得意のパンチで吹き飛ばし、その距離を競うゲーム。
- 空打SPECIAL
過去の作品にもあった絵合わせゲーム。本作ではネットワークを介した対戦も可能。

また、本体のCD-ROMとは別にボーカル曲およびヒロインたちのその後を描いたミニドラマを収録したCDも同梱されているが、このCDにはPC版のボーカル曲だけでなくPS2版のオープニング曲のフルバージョンも収録されている。

### サウンドトラック
本作のサウンドトラックCDは、2003年11月6日にオリジナルサウンドトラックが、同年12月26日にアレンジアルバムが発売されている。なお、2004年2月いっぱいまで、この両ディスクを購入し双方の応募券と郵便小為替を送ることで特製テレホンカードがもらえるというキャンペーンが行われた。

### ALL ABOUT? カラフルBOX
2005年2月9日に原画集『ALL ABOUT? カラフルBOX』が発売された（なお、2004年末のコミックマーケットと、メーカーのオフィシャル通販で先行発売）。これにはPC版/PS2版/空缶を問わず、全てのCGの解説やその原画などが掲載されている。